# Ropušnice skvrnitá
Ropušnice skvrnitá (Scorpaena porcus Linnaeus, 1758) je druh dravé mořské ryby z čeledi ropušnicovití, která žije v oblasti Atlantského oceánu. Jedná se o samotářský druh, který loví svoji potravu převážně v noci.

## Výskyt
Ryba se vyskytuje převážně u mořského dna, kde může žít v mělčinách, ale také až do hloubky 800 metrů. Vyskytuje se v oblasti východního Atlantiku, včetně Středozemního moře a Černého moře, což odpovídá přibližně souřadnicím mezi 55° severní šířky až 25° jižní šířky a 32° západní délky až 42° východní délky. Je možné se s ní setkat na jižním pobřeží Britských ostrovů, Azor, Kanárských ostrovů, pobřeží Maroka a středomořských států. Jedná se o nemigrující druh.

## Popis
Ropušnice skvrnitá má oválný tvar těla zploštělý do stran, na kterém se nachází značné množství výrostků a ostnů, které slouží jako kamufláž a obrana současně. Obvykle dorůstá velikosti 25 cm, ale v maximálních případech až 35 cm (jiné zdroje uvádějí až 37 cm, ale obvykle se pohybuje v rozmezí 15 až 20 cm) s maximální váhou 870 g. V přední části se nachází velká hlava, které je chráněna kostními pláty, jež fungují jako přední pancéřování. Na jejím vrcholku se nachází dvě velké oči, které směřují do stran. Mezi očima je umístěno několik rozvětvených tykadel. Oblast linie hřbetu je tvořena za pomoci 55 šupin a současně se zde vyskytuje i postranní čára. Hřbetní ploutev tvoří 12 tvrdých a 9 až 11 měkkých ploutevních paprsků. Na straně těla se nacházejí dvě velké prsní ploutve, které slouží k pohybu.

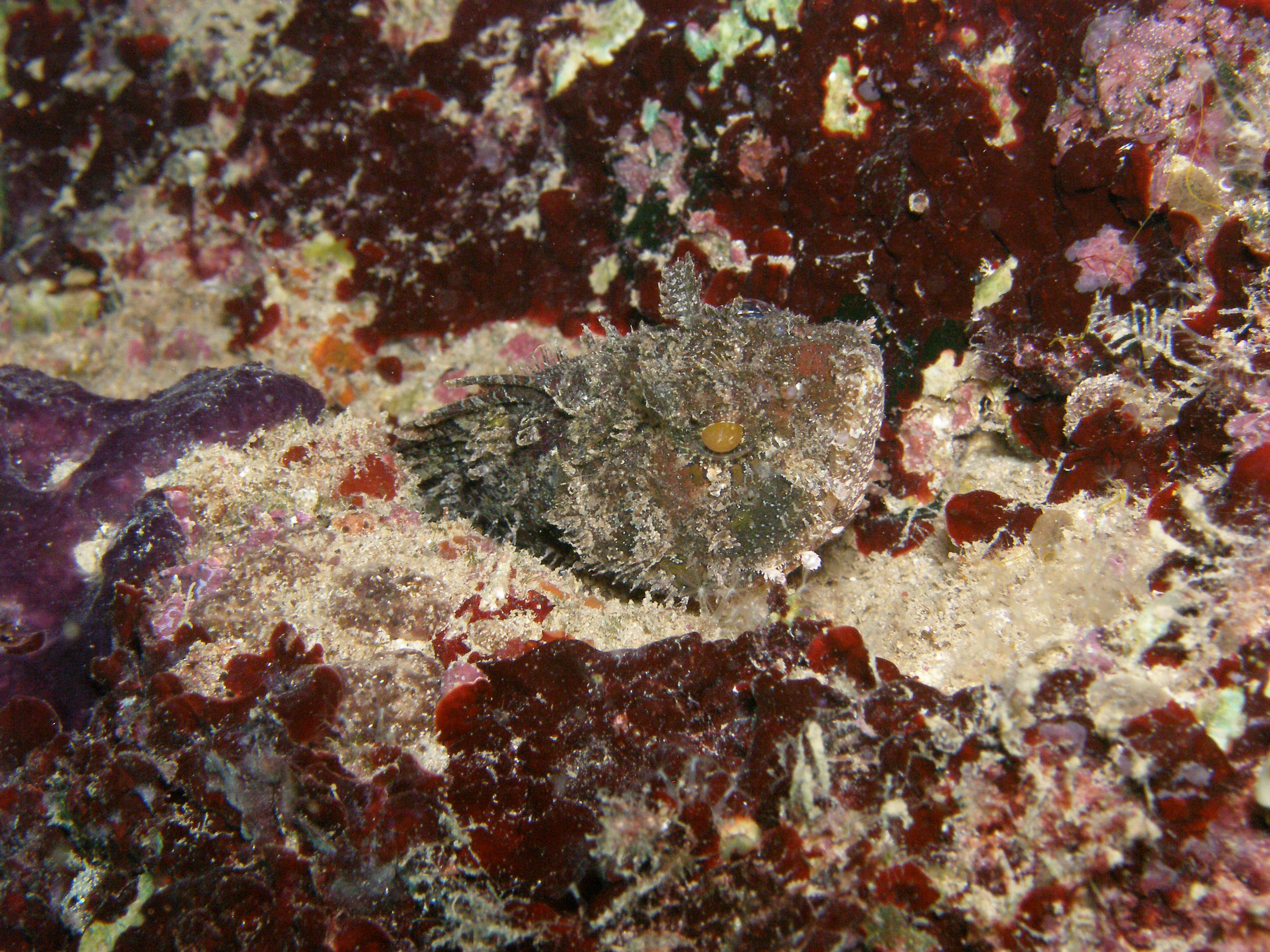
Dokonalé maskování ropušnice

Povrch těla je pokryt šupinami, které chrání tělo ryby. Její barva je převážně hnědá, červenohnědá až oranžová s nepravidelně rozmístěnými plochami, ve kterých se vyskytují tmavé či světlé pruhy fungující jako kamufláž. Ryba tak imituje skalnatý povrch, který je porostlý mořskými rostlinami.

## Potrava
Ropušnice skvrnitá je dravá masožravá ryba, která se živí převážně drobnými rybami obývající oblasti mořského dna, dále lov garnáty, či mořské kraby. Jedná se o nočního dravce, který přes den spoléhá na svoji kamufláž a v noci vyráží na lov. K ulovení kořisti využívá svoji velkou tlamu a značnou rychlost, kterou je schopna vyvinout na krátký okamžik a tím kořist dostihnout.

## Rozmnožování

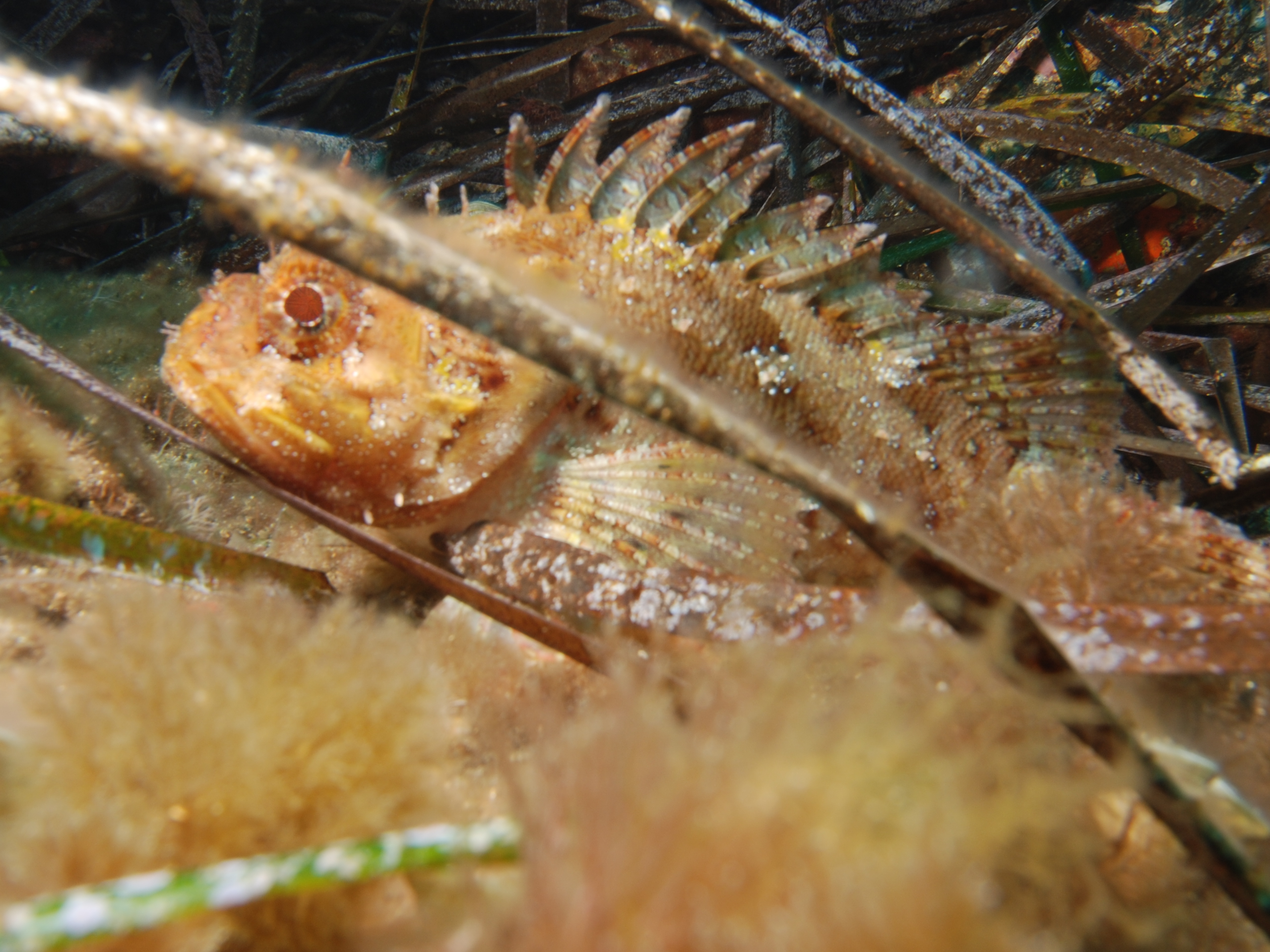
Ropušnice v přirozeném prostředí

Ropušnice se rozmnožuje převážně v letních měsících mezi červnem a srpnem. Během tření samice naklade malé chomáče jiker, které jsou následně unášeny mořskými proudy jako součást planktonu. Po dosažení délky okolo 3 cm se mladé rybky vydávají ke dnu, kde žijí podobně jako dospělé ryby.

## Hospodářský význam
Ryba není rozsáhle průmyslově lovena, jelikož hodnota jejího masa je velmi nízká; v menším množství se však využívá jako nepostradatelná přísada do tradiční francouzské polévky zvané bujabéza. Jinak se chytá především pro akvaristické potřeby, například pro velká akvária jako dekorační ryba.